# Décès en 942
Décès
- 938
- 939
- 940
- 941
- 942
- 943
- 944
- 945
- 946

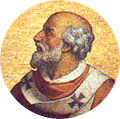
Étienne VIII, mort en 942.

Cette page dresse une liste de personnalités mortes au cours de l'année 942 :
- octobre : Étienne VIII, pape de 939 à 942.
- 18 novembre : Odon de Cluny, abbé de Cluny.
- 17 décembre : Guillaume Ier Longue-Épée, duc de Normandie.

- Cadell ap Arthfael,  souverain du royaume de Gwent.
- Roger II de Laon, comte de Laon, abbé laïc de Saint-Amand, comte de Douai puis comte de Bassigny.
- Idwal Foel ab Anarawd, roi de Gwynedd.
- Pietro Participazio, 20e doge de Venise.
- Mac Ragnall, Viking.

## Crédit d'auteurs
- Cet article est partiellement ou en totalité issu de l'article intitulé « 942 » (voir la liste des auteurs).